# Strážný vrch (Šenovská pahorkatina)
Strážný vrch (německy Wachberg) je kopec s nadmořskou výškou 475 m, který leží mezi Velkým Šenovem a Lipovou. Vrch náleží ke geomorfologickému celku Šluknovská pahorkatina, jejímu okrsku Šenovská pahorkatina a podokrsku Mikulášovická pahorkatina. Geologické podloží tvoří převážně střednězrnný lužický granodiorit, který je ve vrcholové části a na jihozápadě vystřídán granodioritem lipovsko-rožanským. Granodiorit protínají četné žíly doleritu a granodioritového porfyru, na západním svahu je prokázáno nevelké naleziště diatomitu a hnědého uhlí. Vyšší partie kopce pokrývá listnatý a smíšený les, nižší jsou využívány povětšinou jako pastviny. Na západním svahu pramení bezejmenný přítok Liščího potoka a na jižním svahu bezejmenný přítok Vilémovského potoka, k jehož povodí celý kopec náleží. Na severním svahu se nachází Nová Lipová a na západním Ludvíkovičky – dvě vsi náležející k Lipové. Jižní svah sahá až k zástavbě Velkého Šenova a prochází po něm železniční trať Rumburk–Sebnitz s nádražím Velký Šenov a zastávkou Lipová u Šluknova. Na jižním svahu se rovněž nachází městský hřbitov se hřbitovní kaplí a jihovýchodně od vrcholu stojí křížová cesta.